# Senyoriu de Gandia
El senyoriu, senyoria o senyoratge de Gandia fou títol nobiliari concedit per Jaume II el Just al seu fill, l'infant Pere de Ribagorça, el 1323.
En 1359 l'heretà el fill d'aquest, Alfons Aragó i Foix, de malnom el Vell; qui en el 1399 rep de Martí l'Humà el títol de duc de Gandia.